# Бушевић (Доњи Лапац)
Бушевић је насељено мјесто у општини Доњи Лапац, Република Хрватска. У географско-историјском смислу припада сјеверозападној Босни.

## Географија
Бушевић је удаљен око 20 км сјевероисточно од Доњег Лапца.

## Историја
Бушевић се до 28. маја 1956. налазио у саставу општине Кулен Вакуф у Бихаћком срезу у Народној Републици Босни и Херцеговини, када је одлуком Народне скупштине Босне и Херцеговине о измени граница између Босне и Херцеговине и Хрватске припојен Срезу Доњи Лапац у Народној Републици Хрватској.  Од распада Југославије до августа 1995. налазио се у Републици Српској Крајини.

## Становништво
Бушевић се од пописа становништва 1961. до августа 1995. налазио у саставу некадашње општине Доњи Лапац. Према попису становништва из 2011. године, насеље Бушевић је имало 6 становника.
| Националност       | 1991. | 1981. | 1971. | 1961. |
| Срби               | 118   | 189   | 251   | 297   |
| Југословени        |       | 4     | 1     |       |
| Хрвати             | 2     | 1     | 1     |       |
| Црногорци          |       |       | 1     |       |
| остали и непознато |       | 2     | 1     |       |
| Укупно             | 120   | 196   | 255   | 297   |

| Демографија | Демографија | Демографија |
| Година      | Становника  | Становника  |
| ----------- | ----------- | ----------- |
| 1961.       | 297         |             |
| 1971.       | 255         |             |
| 1981.       | 196         |             |
| 1991.       | 120         |             |
| 2001.       | 2           |             |
| 2011.       |             | 6           |